# Мезембриантемум
Мезембриантемум (лат. Mesembryanthemum) — род однолетних или двулетних суккулентных растений семейства Аизовые (Aizoaceae). Единственный представитель подсемейства Mesembryanthemoideae. В декоративном садоводстве культивируются растения, называемые мезембриантемумами или доротеантусами, однако согласно современной классификации они относятся к виду Cleretum bellidiforme.

## Название
Первоначальное название рода лат. Mesembrianthemum было введено в 1684 году Яковом Брейне (1637—1697), который образовал название от слов греч. μεσημβρία и ἄνθεμον, означающих «полдень» и «цветок». Название рода «полуденный цветок» было выбрано, поскольку все известные в то время виды обладали особенностью открывать цветки только днём при солнечной погоде. В литературе на русском языке иногда встречаются соответствующие русские названия этого рода — полуденник, солнечник.
Но в 1719 году в связи с тем, что были обнаружены виды, распускающие цветки ночью, немецкий ботаник Йохан Диллениус изменил написание названия рода на лат. Mesembryanthemum. Первая часть слова была получена от греч. μεσος — «середина», вторая — от ἔμβυον, означающего «зародыш» или «эмбрион».
Владимир Даль для этого рода приводит русское название «деяник», однако в научной литературе такое название не встречается.

## Биологическое описание
Мезембриантемумы — небольшого размера, около 15 см высотой, стелющиеся или ползучие суккулентные, способные куститься однолетники или двулетники. Некоторые виды полукустарники.
Стебли лежачие, часто прямые, сильно ветвящиеся.
Листья сидячие бледно-зелёного цвета, мясистые, веретенообразной или округлой формы. Расположение листьев, внизу супротивное, выше очередное.
Характерная особенность представителей этого рода — наличие на листьях особых разбухших поверхностных клеток (железистых волосков, называемых идиобласты), похожих на хрустальные капельки и придающих растениям «кристаллический» («хрустальный») вид.
Цветки махровые, похожи на цветки маргариток, бывают одиночные или образуют кистевидные соцветия. Многочисленные лепестки узкие. Окраска цветков — белая, розовая или красная (очень редко жёлтая). Растение цветёт на протяжении всего лета до середины осени.
Плод — коробочка. Семена мелкие.

## Использование

### Традиционное использование
Некоторые виды содержат психоактивные вещества, в том числе галлюциногены, и используются коренным населением Южной Африки в ритуальных целях.

### Как декоративные растения
Мезембриантемумы используются как декоративные растения. В культуре для них требуется лёгкая почва и хорошее освещение. Размножение — семенами. Растения могут переносить только самый лёгкий мороз.

## Классификация
Род включает, по разным данным, от 50 до 80 видов.
Многие виды, ранее относимые к этому роду, позже были отнесены к Carpobrotus, Conophytum, Glottiphyllum, Khadia, Lampranthus и другим родам из семейства Аизовые.

### Виды
По информации базы данных The Plant List, род включает 76 видов:
- Mesembryanthemum aitonis Jacq.
- Mesembryanthemum albatum L.Bolus
- Mesembryanthemum alboroseum L.Bolus
- Mesembryanthemum amplectens L.Bolus
- Mesembryanthemum annuum L.Bolus
- Mesembryanthemum arenosum Schinz
- Mesembryanthemum barklyi N.E.Br.
- Mesembryanthemum blandum Haw.
- Mesembryanthemum breve L.Bolus
- Mesembryanthemum brevicarpum (L.Bolus) Klak
- Mesembryanthemum chrysum L.Bolus
- Mesembryanthemum clandestinum Haw.
- Mesembryanthemum corallinum Thunb.
- Mesembryanthemum cordifolium L.f.
- Mesembryanthemum crycocalyx L.Bolus
- Mesembryanthemum cryptanthum Hook.f.
- Mesembryanthemum crystallinum L. — Мезембриантемум хрустальный, или хрустальная трава, или ледяная трава
- Mesembryanthemum dejagerae L.Bolus
- Mesembryanthemum digitatum Aiton
- Mesembryanthemum elongatum Haw.
- Mesembryanthemum excavatum L.Bolus
- Mesembryanthemum forskahlii Hochst. ex Boiss.
- Mesembryanthemum gariusanum Dinter
- Mesembryanthemum gaussenii Leredde
- Mesembryanthemum geniculiflorum L.
- Mesembryanthemum glareicola (Klak) Klak
- Mesembryanthemum guerichianum Pax
- Mesembryanthemum haeckelianum A.Berger
- Mesembryanthemum horridum Koutnik & Lavis
- Mesembryanthemum hypertrophicum Dinter
- Mesembryanthemum inachabense Engl.
- Mesembryanthemum inornatum L.Bolus
- Mesembryanthemum karrooense L.Bolus
- Mesembryanthemum kuntzei Schinz
- Mesembryanthemum lancifolium (L.Bolus) Klak
- Mesembryanthemum latisepalum L.Bolus
- Mesembryanthemum liebendalense L.Bolus
- Mesembryanthemum linearifolium L.Bolus
- Mesembryanthemum longipapillosum Dinter
- Mesembryanthemum louiseae L.Bolus
- Mesembryanthemum macrophyllum L.Bolus
- Mesembryanthemum macrostigma L.Bolus
- Mesembryanthemum marlothii Pax
- Mesembryanthemum namibense Marloth
- Mesembryanthemum napierense Klak
- Mesembryanthemum neglectum (S.M.Pierce & Gerbaulet) Klak
- Mesembryanthemum neilsoniae L.Bolus
- Mesembryanthemum noctiflorum L.
- Mesembryanthemum nodiflorum L.
- Mesembryanthemum nucifer (Ihlenf. & Bittrich) Klak
- Mesembryanthemum occidentale Klak
- Mesembryanthemum pachypus L.Bolus
- Mesembryanthemum parvipapillatum L.Bolus
- Mesembryanthemum paucandrum L.Bolus
- Mesembryanthemum paulum L.Bolus
- Mesembryanthemum pellitum Friedr.
- Mesembryanthemum perlatum Dinter
- Mesembryanthemum pseudoschlichtianum (S.M.Pierce & Gerbaulet) Klak
- Mesembryanthemum purpureo-roseum L.Bolus
- Mesembryanthemum quinangulatum L.Bolus
- Mesembryanthemum rapaceum Jacq.
- Mesembryanthemum rhodanthum L.Bolus
- Mesembryanthemum rubroroseum L.Bolus
- Mesembryanthemum sarcocalycanthum Dinter & Berger
- Mesembryanthemum schenckii Schinz
- Mesembryanthemum sedentiflorum L.Bolus
- Mesembryanthemum serotinum (L.Bolus) Klak
- Mesembryanthemum springbokense Klak
- Mesembryanthemum squamulosum L.Bolus
- Mesembryanthemum stenandrum L.Bolus
- Mesembryanthemum subrigidum L.Bolus
- Mesembryanthemum subtereticaule L.Bolus
- Mesembryanthemum theurkauffii (Maire) Maire
- Mesembryanthemum tomentosum Klak
- Mesembryanthemum vaginatum Lam.
- Mesembryanthemum violense L.Bolus

### Таксономическая схема
|  |                                                                              |                          |                          |                          | |                          |                          |                          |                                                                               |                          |                          |  | |  |  |  |
|  | отдел Цветковые, или Покрытосеменные (классификация согласно Системе APG II) |                          |                          |                          | |                          |                          |                          |                                                                               |                          |                          |  | |  |  |  |
|  |                                                                              |                          |                          |                          | |                          |                          |                          |                                                                               |                          |                          |  | |  |  |  |
|  | порядок Гвоздичноцветные                                                     | порядок Гвоздичноцветные | порядок Гвоздичноцветные | порядок Гвоздичноцветные | порядок Гвоздичноцветные                                                                                      | порядок Гвоздичноцветные | порядок Гвоздичноцветные | порядок Гвоздичноцветные | порядок Гвоздичноцветные                                                      | порядок Гвоздичноцветные | порядок Гвоздичноцветные |  | ещё 44 порядка цветковых растений, из которых к гвоздичноцветным наиболее близки порядки Гуннероцветные, Камнеломкоцветные и Санталоцветные |  |  |  |
|  |                                                                              |                          |                          |                          | |                          |                          |                          |                                                                               |                          |                          |  | ещё 44 порядка цветковых растений, из которых к гвоздичноцветным наиболее близки порядки Гуннероцветные, Камнеломкоцветные и Санталоцветные |  |  |  |
|  | семейство Аизовые                                                            | семейство Аизовые        | семейство Аизовые        | семейство Аизовые        | семейство Аизовые                                                                                             | семейство Аизовые        | семейство Аизовые        |                          | ещё двадцать восемь семейств, в том числе Амарантовые, Гвоздичные, Кактусовые |                          |                          |  | ещё 44 порядка цветковых растений, из которых к гвоздичноцветным наиболее близки порядки Гуннероцветные, Камнеломкоцветные и Санталоцветные |  |  |  |
|  |                                                                              |                          |                          |                          | |                          |                          |                          | ещё двадцать восемь семейств, в том числе Амарантовые, Гвоздичные, Кактусовые |                          |                          |  | ещё 44 порядка цветковых растений, из которых к гвоздичноцветным наиболее близки порядки Гуннероцветные, Камнеломкоцветные и Санталоцветные |  |  |  |
|  | род Мезембриантемум                                                          | род Мезембриантемум      | род Мезембриантемум      |                          | ещё более ста родов, в том числе Делосперма, Карпобротус, Конофитум, Литопс, Тетрагония, Титанопсис, Фаукария |                          |                          |                          | ещё двадцать восемь семейств, в том числе Амарантовые, Гвоздичные, Кактусовые |                          |                          |  | ещё 44 порядка цветковых растений, из которых к гвоздичноцветным наиболее близки порядки Гуннероцветные, Камнеломкоцветные и Санталоцветные |  |  |  |
|  |                                                                              |                          |                          |                          | ещё более ста родов, в том числе Делосперма, Карпобротус, Конофитум, Литопс, Тетрагония, Титанопсис, Фаукария |                          |                          |                          | ещё двадцать восемь семейств, в том числе Амарантовые, Гвоздичные, Кактусовые |                          |                          |  | ещё 44 порядка цветковых растений, из которых к гвоздичноцветным наиболее близки порядки Гуннероцветные, Камнеломкоцветные и Санталоцветные |  |  |  |
|  | Мезембриантемум хрустальный и другие виды.                                   |                          |                          |                          | ещё более ста родов, в том числе Делосперма, Карпобротус, Конофитум, Литопс, Тетрагония, Титанопсис, Фаукария |                          |                          |                          | ещё двадцать восемь семейств, в том числе Амарантовые, Гвоздичные, Кактусовые |                          |                          |  | ещё 44 порядка цветковых растений, из которых к гвоздичноцветным наиболее близки порядки Гуннероцветные, Камнеломкоцветные и Санталоцветные |  |  |  |
|  |                                                                              |                          |                          |                          | ещё более ста родов, в том числе Делосперма, Карпобротус, Конофитум, Литопс, Тетрагония, Титанопсис, Фаукария |                          |                          |                          | ещё двадцать восемь семейств, в том числе Амарантовые, Гвоздичные, Кактусовые |                          |                          |  | ещё 44 порядка цветковых растений, из которых к гвоздичноцветным наиболее близки порядки Гуннероцветные, Камнеломкоцветные и Санталоцветные |  |  |  |
|  |                                                                              |                          |                          |                          | |                          |                          |                          | ещё двадцать восемь семейств, в том числе Амарантовые, Гвоздичные, Кактусовые |                          |                          |  | ещё 44 порядка цветковых растений, из которых к гвоздичноцветным наиболее близки порядки Гуннероцветные, Камнеломкоцветные и Санталоцветные |  |  |  |
|  |                                                                              |                          |                          |                          | |                          |                          |                          |                                                                               |                          |                          |  | ещё 44 порядка цветковых растений, из которых к гвоздичноцветным наиболее близки порядки Гуннероцветные, Камнеломкоцветные и Санталоцветные |  |  |  |
|  |                                                                              |                          |                          |                          | |                          |                          |                          |                                                                               |                          |                          |  | |  |  |  |
|  |                                                                              |                          |                          |                          | |                          |                          |                          |                                                                               |                          |                          |  | |  |  |  |

### Фотографии отдельных видов
|                             |                             |                             |
| Мезембриантемум хрустальный |                             |                             |
|                             |                             |                             |
| Мезембриантемум хрустальный | Mesembryanthemum nodiflorum | Mesembryanthemum nodiflorum |